# 버스 대행

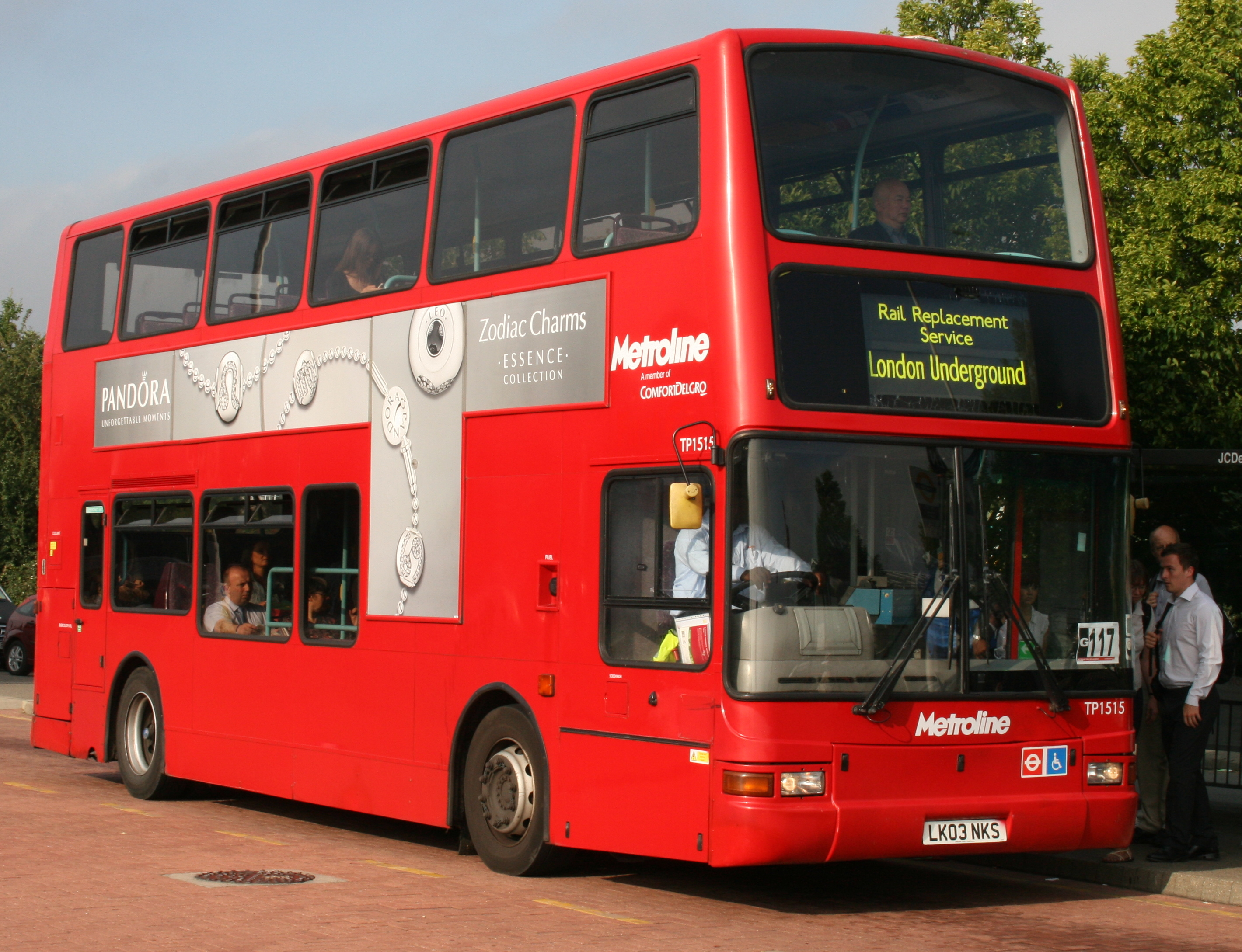
메트로라인 플랙스턴 프레지던트는 런던에서 데니스 트라이던트 2 대행 버스를 제작했다.

버스 대행(rail replacement bus service)은 임시 또는 영구적으로 여객 열차 서비스를 대행하기 위해 버스를 사용한다. 이 서비스는 경전철, 트램, 노면전차, 통근열차, 지역철도 또는 중철도, 도시간 여객 서비스 등 모든 유형이 될 수 있다. 철로 유지보수, 열차 고장, 철도 사고 또는 파업으로 인해 노선이 폐쇄되거나 단순히 추가 용량을 제공하거나 철도 서비스가 경제적으로 실행 가능하지 않다고 판단되는 경우 철도 서비스가 대체될 수 있다.

## 예시

### 오스트레일리아
오스트레일리아에서는 영구적이거나 임시적인 철도 대행을 종종 부티튜션(Bustitution)이라고 한다.

## 같이 보기
- 비칭 커츠
- 간선급행버스체계
- 레일 트레일
- 운송경제학